# John Owen Dominis
John Owen Dominis (Schenectady, 10 marzo 1832 – Honolulu, 27 agosto 1891) è stato principe consorte delle Hawaii dal 29 gennaio al 27 agosto 1891, in quanto marito della regina Liliʻuokalani, ultima sovrana hawaiana.

## Biografia

### I primi anni
John Owen Dominis nacque il 10 marzo 1832 a Schenectady, dal capitano di nave mercantile John Dominis e da Mary Jones Lambert, donna originaria di Boston. Era il terzo ed unico maschio di tre figli e le sue sorelle maggiori furono Mary Elizabeth e Frances Ann, nate rispettivamente nel 1825 e nel 1829 ed entrambe decedute a circa 13 anni in collegio. Si trasferì con i suoi genitori a Honolulu, capitale delle Hawaii, nel 1837. Rimase solo con la madre quando suo padre morì nel 1846, dopo l'affondamento di una nave diretta in Cina su cui era in viaggio. Iniziò a frequentare una scuola diurna vicina alla Royal School, un istituto fondato dal re Kamehameha III nel 1839, al fine di educare i giovani aristocratici hawaiani.

### Matrimonio e carriera
Sposò il 16 settembre 1862 la futura sovrana delle Hawaii Lydia Kamakaʻeha, che nel 1877 divenne erede ufficiale del fratello Kalākaua in seguito alla morte del principe ereditario. Erano fidanzati già da due anni e vennero sposati con rito anglicano dal reverendo Samuel Chenery Damon, ma ebbero la disapprovazione della madre del principe, che iniziò ad accettare la nuora negli ultimi anni della sua vita.

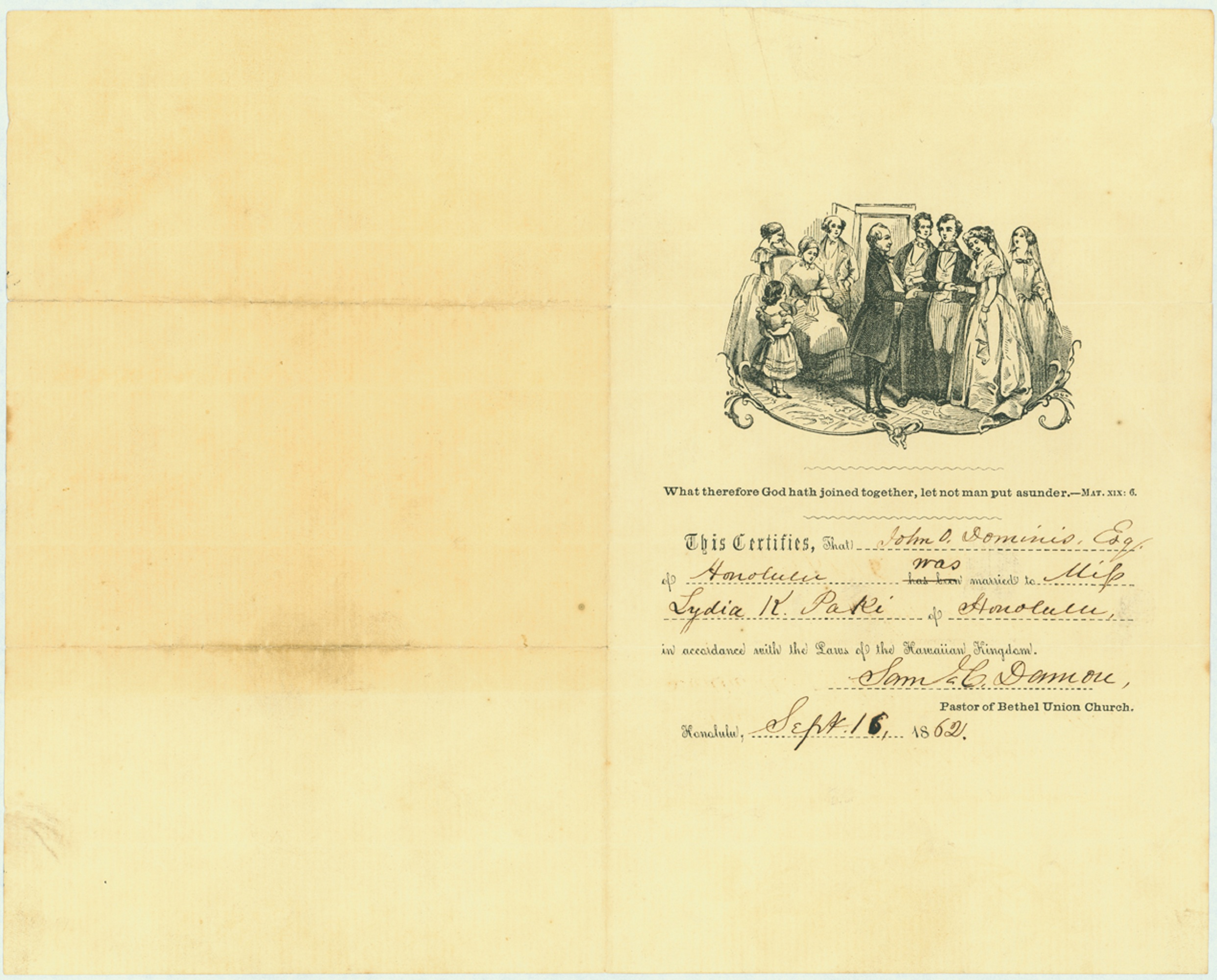
Certificato di matrimonio del principe John e della regina Liliʻuokalani

Un anno dopo il matrimonio iniziò a ricoprire alcuni ruoli di rilevante importanza, ma già il 1º luglio 1861 venne nominato aiutante di campo del cognato, il re Kalākaua, che all'epoca non era ancora salito al trono. Nel 1863 divenne vice del re fino alla morte di Kalākaua nel 1891 e il 24 dicembre dello stesso anno divenne anche membro del consiglio privato del sovrano, mantenendo tale ruolo fino al 1874. Nel 1864 divenne un membro del  parlamento hawaiano in quanto membro della Camera dei Nobili, rimanendo tale fino al 1886. Sempre dal 1864 e fino alla morte fu governatore reale dell'isola di Oahu per tre mandati, sotto i regni di quattro monarchi diversi, da Kamehameha V alla moglie. Nel 1878 fu nominato tenente generale e comandante in capo dell'esercito hawaiano e dallo stesso anno fino al 4 ottobre 1886 fu governatore reale dell'isola di Maui.

### Principe consorte e morte

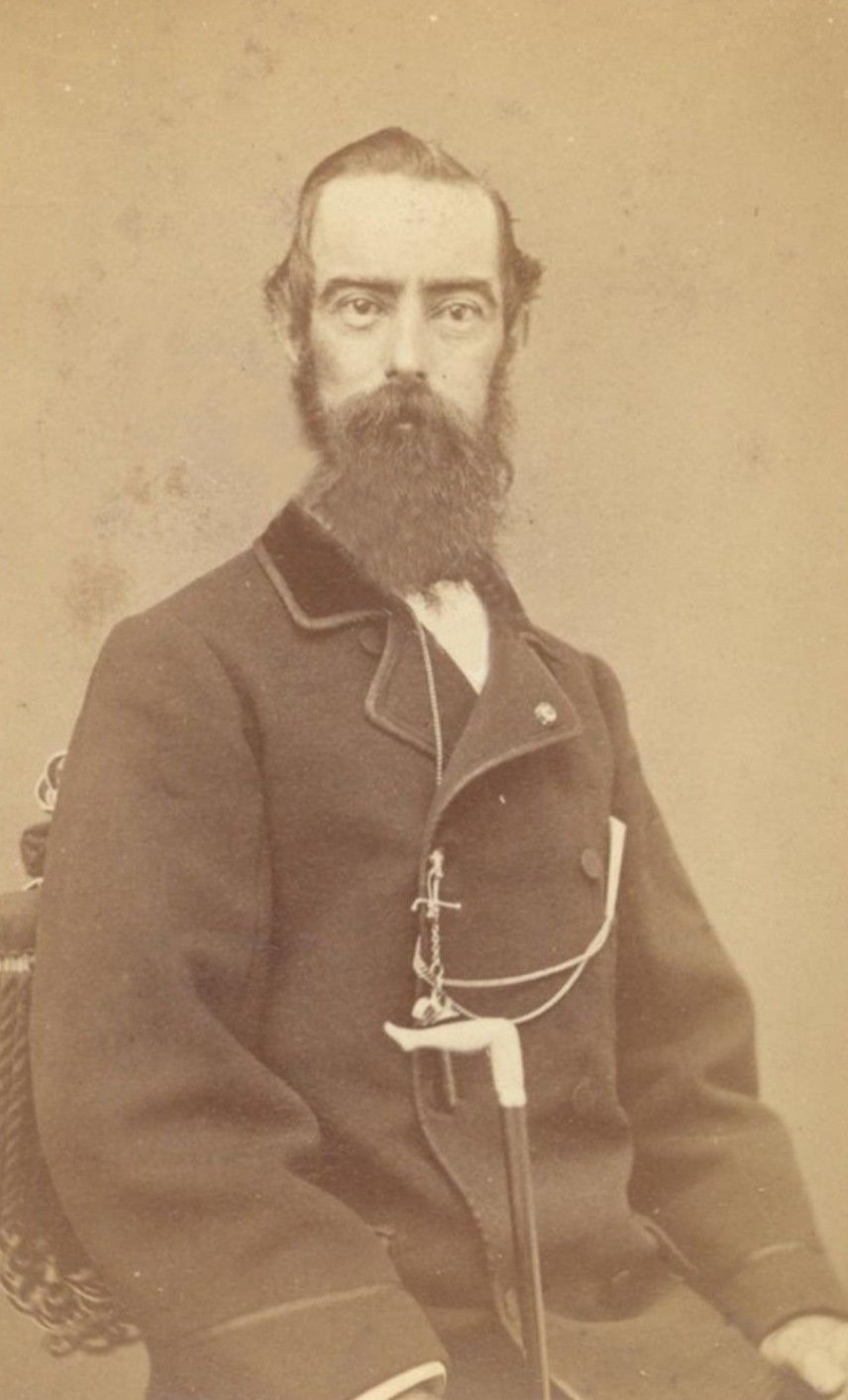
Il principe fotografato negli anni ottanta da Menzies Dickson

Il 29 gennaio 1891, dopo che giunse nelle Hawaii la notizia della morte del re Kalākaua, Liliʻuokalani divenne regina delle Hawaii e John adottò di conseguenza il titolo di principe consorte, divenendo così l'ultimo consorte di un sovrano hawaiano. 
Il suo mandato come consorte reale durò poco, poiché morì sette mesi dopo la salita al trono della moglie, il 27 agosto 1891 a Honolulu. Fu sepolto nel mausoleo della famiglia reale nella stessa città. 

## Discendenza

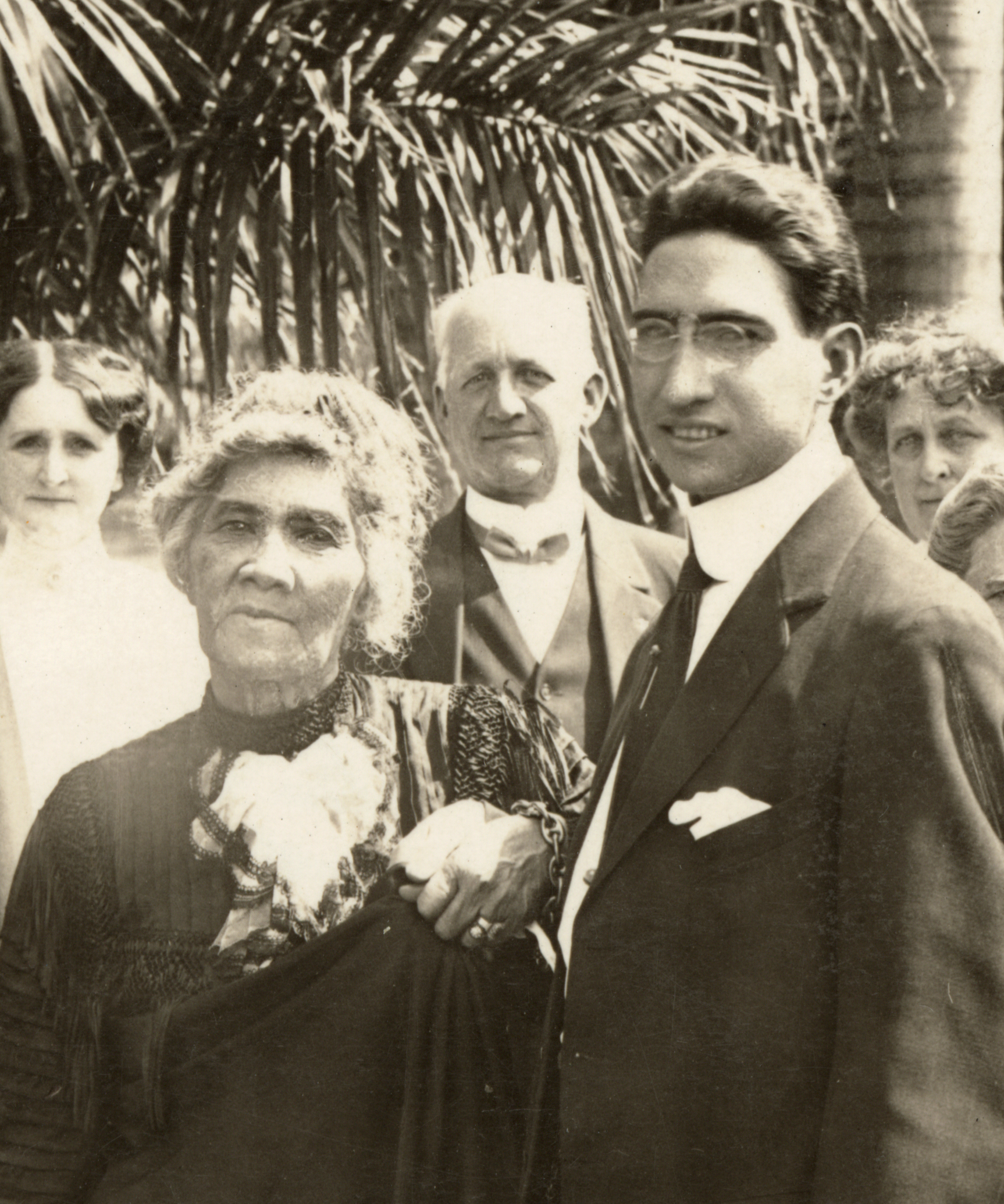
La regina Liʻuokalani con John ʻAimoku Dominis nel 1913, figlio illegittimo del principe John

Dal matrimonio con Liliʻuokalani delle Hawaii non nacquero figli e l'unico figlio che il principe John ebbe fu illegittimo, avuto assieme a Mary Purdy Lamiki ʻAimoku (1855-1921), una servitrice domestica della moglie. Il bambino, John ʻAimoku Dominis, nacque il 9 gennaio 1883 e morì il 7 luglio 1917. Venne adottato nel 1910 dalla regina Liliʻuokalani, nonostante fosse frutto di un tradimento del consorte. Si sposò il 19 giugno 1911 con Sybil Frances Kahulumanu Mclnerny (1891-1994) e diede al principe John tre nipoti: John Owen Dominis (1912-1933), chiamato come il nonno defunto dalla regina Liliʻuokalani, Sybil Frances Kaolaokalani O Liliʻuokalani Dominis (1914-1998) e Virginia Beatrice Kauhanenuiohonokawailani Dominis (1916-2007). 

## Titoli e trattamenti
- 10 marzo 1832 – 29 gennaio 1891: Mr. John Owen Dominis
- 29 gennaio 1891 – 27 agosto 1891: Sua Altezza Reale, il principe delle Hawaii[1][2]